# Yukiko Tomoe
Yukiko Tomoe, nombre artístico de Kurosaki Sachiko (Tochigi, Japón; 1 de noviembre de 1935) es una exluchadora profesional japonesa. Debutó en 1955 y se retiró en 1970. Fue una de las primeras luchadoras que ingresaron en All Japan Women's Pro-Wrestling.

## Carrera
Kurosaki Sachiko debutó en 1955 a los 20 años de edad, donde más tarde realizó un torneo con The Fabulous Moolah y esta gana el título de campeonato. Su introducción en la fundación, fue con el nombre de Tomoe Sachiko, y además formó un equipo con Reiko Yoshiyo.
El 2 de marzo de 1968, en el gimnasio de Tito, Tomoe participa nuevamente con The Fabulous Moolah para el título de campeonato femenino, en donde ambas reciben la misma puntuación de 1-1 en tres torneos de sesenta minutos.
El 31 de marzo de 1969, en el gimnasio de Higashi-Osaka, gana Yukiko Tomoe como el campeonato femenino de la primera mujer japonesa errotando a The Fabulous Moolah, quien había propuesto realizar una revancha finalmente, ya que era la campeona en la WWE. El 2 de abril del mismo año, Moolah es derrotada nuevamente por Tomoe, esta no se cansaba de pedir una revancha para obtener el título de Japón. Entonces, cambia su nombre más tarde a Yukiko Tomoe y el 1 de septiembre de 1969, esta gana más torneos con mujeres americanas y obtiene el campeonato de mujeres de Estados Unidos. Fue así, que en ese año logró ganar dos coronas para tomar el trono de la mujer internacional.
En 1970, se jubila y antes obtiene el premio de deportes profesionales de Japón, por su trayectoria. Entonces decidió integrarse al personal de All Japan Women's Pro-Wrestling, siendo la primera mujer en ser árbitro y entrenador de varias luchadoras como Jumbo Miyamoto quien debuta en 1966. Sin embargo, trabajo para la fundación como personal en varios años, fue elegida para ser madrina de la luchadora Mach Fumiake quien debuta en 1973 y se casó con uno de los hermanos Matsunaga, fundadores y presidentes de All Japan Women's Pro-Wrestling.

## Títulos de campeonatos y logros
- NWA (National Wrestling Alliance)
- United States Woman, campeonato de mujeres en Estados Unidos, derrotando a The Fabulos Moolah.
- AGWA, campeonato internacional de mujeres
- Premio de deporte profesional de Japón (por su jubilación)
- Trofeo de oro
- Trofeo de bronce

## Buena técnica
- Pie de espada
- Molinillo de viento
- Arte marcial